# Cerfone
Il Cerfone è un torrente che bagna la Toscana aretina e successivamente parte dell'Umbria. Il suo nome è probabilmente legato alla divinità umbra Cerfo-Cerfia, nominata nelle Tavole eugubine, e le sue acque erano ritenute miracolose nel periodo arcaico.

## Percorso

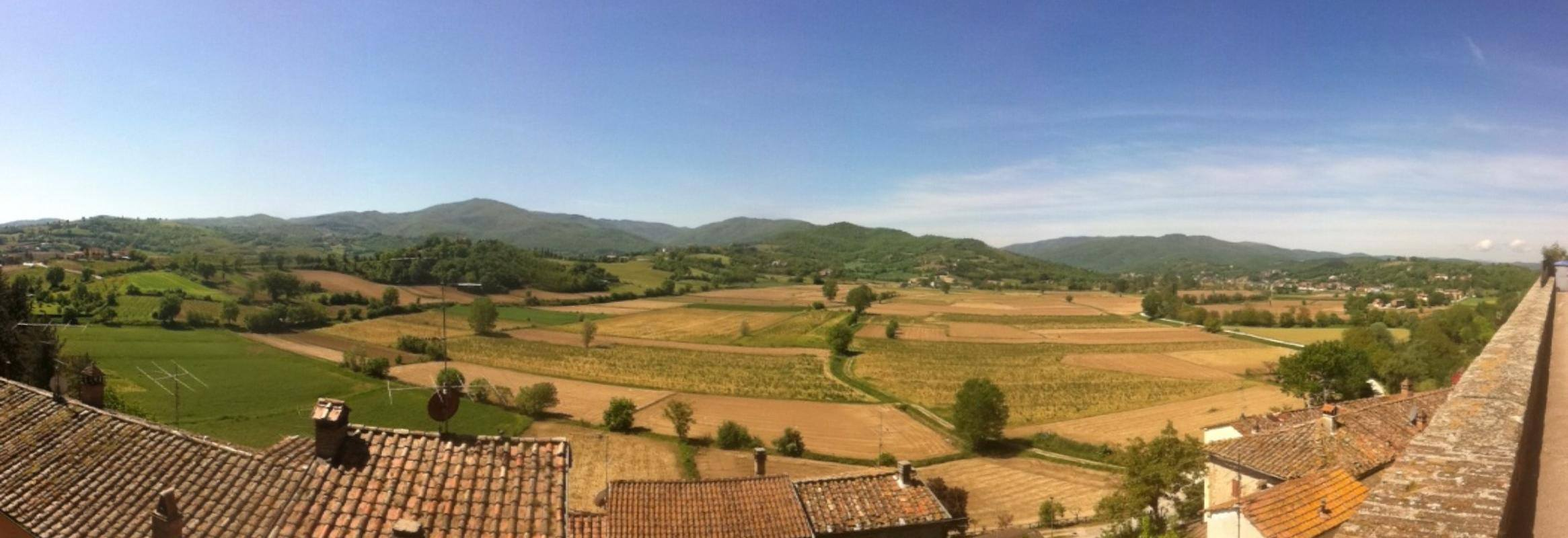
Val Cerfone in estate vista dalle mura di Monterchi.

Il torrente Cerfone nasce dal Monte Corneta (742 m); il corso si snoda per 31,3 km in Toscana attraversando i paesi di Palazzo del Pero, Le Ville e Monterchi e sfocia nel Tevere presso Lerchi, in provincia di Perugia. Lungo il corso riceve le acque di numerosi rii ed affluenti, il maggiore dei quali è il Padonchia.
Il suo regime è appenninico, con periodi di magra in estate a fenomeni di piena durante l'autunno e la primavera. La lunghezza del Cerfone produce un habitat ideale per la trota ed il barbo. Nella parte alta del suo corso, prima di Palazzo del Pero, il Cerfone ha carattere torrentizio montano. L'alveo di 5-10 m è circondato da arbusti ed il letto è costituito da rocce e pietrisco.